# Rosston (Arkansas)
Rosston – miasto w Stanach Zjednoczonych, w stanie Arkansas, w hrabstwie Nevada.